# Вячеслав Тихонов
Вячеслав Василиевич Тихонов (на руски: Вячеслав Васильевич Тихонов) е бележит съветски и руски театрален и кино актьор. В България е популярен предимно от филма „Седемнадесет мига от пролетта“, където играе съветския разузнавач, работещ в нацистка Германия – Щирлиц. Той е герой на социалистическия труд, народен артист на СССР, лауреат на Ленинска награда, член на КПСС от 1976 г.

## Биография
Вячеслав Тихонов е роден на 8 февруари 1928 г. в град Павловски Посад, Московска област.
Актьорският му дебют е като студент с ролята на Владимир Осмухин във филма „Млада гвардия“ (реж. Сергей Аполинариевич Герасимов). От 1950 г. е актьор в Театъра на киноактьора, а от 1957 г. играе в киностудио „Максим Горки“. Народен артист на СССР е от 1974 г.
На запад добива огромна популярност с ролята на Андрей Болконски във филма „Война и мир“. Филмът спечелва „Оскар“ за най-добър чуждестранен филм през 1969 г.
В България Вячеслав Тихонов е известен най-вече с ролите си във филмите „Седемнадесет мига от пролетта“, „Те се сражаваха за родината“, „ТАСС е упълномощена да заяви“ и „Белият Бим черното ухо“, а също така и с една от последните си роли – в „Изпепелени от слънцето“.
През 2002 г. получава микроинфаркт, докато шофира. Същата година получава и инсулт.

## Семеен живот
Вячеслав Тихонов е бил женен за актрисата Нона Мордюкова, от която има син – Владимир. Той умира през 1990 г.
Втората му съпруга Тамара Ивановна е преводачка от френски език. От нея има има дъщеря – Ана Тихонова, която е актриса и продуцент.

## Творчество

### Сценография
- „Обикновено чудо“, Евгений Шварц

### Избрана филмография
1. 1948 – Млада гвардия – Владимир Осмухин
2. 1950 – В мирни дни
3. 1951 – Тарас Шевченко
4. 1952 – Максимка – лейтенант Горелов
5. 1959 – Майски звезди
6. 1959 – Жажда – Безбородко
7. 1960 – Мичман Панин – мичман Панин
8. 1961 – Два живота – княз Сергей Нащокин
9. 1963 – Оптимистична трагедия – Алексей
10. 1967 – Война и мир – Андрей Болконски
11. 1969 – Семейно щастие – Капитонов
12. 1971 – Егор Буличов и други
13. 1973 – Седемнадесет мига от пролетта – Щирлиц
14. 1974 – Фронт без флангове
15. 1975 – Те се сражаваха за Родината – Николай Стрелцов
16. 1976 – И други официални лица
17. 1976 – Повест за човешкото сърце
18. 1977 – Белият Бим черното ухо
19. 1978 – Фронт зад линията на фронта
20. 1979 – Професия – киноактьор
21. 1982 – Фронт в тила на врага
22. 1984 – Европейска история
23. 1989 – Любов с привилегии
24. 1992 – Бесове
25. 1993 – Провинциален бенефис
26. 1994 – Булеварден роман
27. 1994 – Изпепелени от слънцето – Всеволод Константинович
28. 1995 – Авантюра
29. 2006 – Андерсен. Живот без любов
30. 2009 – Изпепелени от слънцето, II част – Всеволод Константинович

## Признание и награди
- Герой на социалистическия труд – 1982 г.
- Орден „За заслуги пред отечеството“ III степен – 8 февруари 2003 г. – За голям принос в развитието на отечественото киноизкуство[1]
- Орден „За заслуги пред отечеството“ IV степен – 5 август 1995 г. –  За заслуги пред държавата и дългогодишна плодотворна дейност в областта на изкуството и културата[2]
- „Почетен орден“ – 8 февруари 2008 г. — За голям принос в развитието на отечествената кинематография и дългогодишна творческа дейност[3]
- Орден „Ленин“
- Орден „Октомврийска революция“
- Орден „Почетен знак“
- „Държавна премия на СССР“ (1970) за ролята на Мелников във филма „Ще доживеем до понеделник“
- „Народен артист на СССР“ (1974)
- „Ленинска премия“ (1980) за филма „Белият Бим черното ухо“
- Държавна премия на РСФСР „Братя Василеви“ (1976) за ролята на Щирлиц във филма Седемнадесет мига от пролетта
- „Премия на КГБ на СССР“ (1978) за участието във филма Седемнадесет мига от пролетта